# Benbradagh
El Benbradagh (en irlandès: Binn Bhradach, que vol dir el turó del lladre) és una muntanya de 465 metres (1.526 peus) situada a l'est de Dungiven, al comtat de Londonderry a Irlanda del Nord.